# Louisville (Ohio)
Louisville – miasto w Stanach Zjednoczonych, we wschodniej części stanu Ohio, hrabstwie Stark. Liczba mieszkańców w 2000 roku wynosiła 8985.